# Albuquerque (sobrenome)

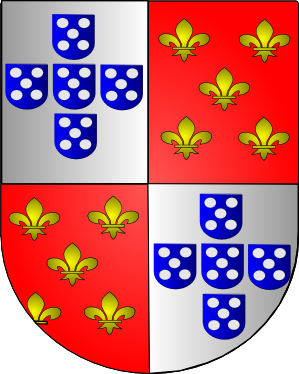
Brasão de armas dos Duques de Albuquerque

Albuquerque é um sobrenome de origem portuguesa.

## Origem
Albuquerque é um sobrenome de origem português e espanhola, nascido na idade média a partir do nome da vila de Alburquerque, topónimo este que, por sua vez, vem do latim Albaquercus, i.e. alvo querco (branco carvalho). Acredita-se que os primeiros que usaram este sobrenome foram os descendentes de João Afonso Telo de Meneses, Senhor de Albuquerque. Depois alguns Albuquerques imigraram rumo à Espanha e de lá partiram a várias regiões do mundo.
No Brasil, a linhagem instalou-se primeiramente na Capitania de Pernambuco, em 1535, tornando-se uma das mais tradicionais famílias do país.
No Brasil se destaca Jerônimo de Albuquerque e Beatriz de Albuquerque que era casada com o primeiro capitão donatário de Pernambuco Duarte Coelho.

## No Brasil
A família Albuquerque é a ancestral de muitas famílias tradicionais do Nordeste, e com o tempo alguns de seus ramos se juntaram com os das famílias Tenório, Cavalcanti e Holanda. Em Pernambuco existe o ramo Tenorio Cavalcanti de Albuquerque e o Pinto de Miranda.